# Autorretrato (Victoria Martín de Campo)
Autorretrato es una pintura al óleo de c. 1840 de Victoria Martín de Campo.

## Descripción
Es un óleo sobre lienzo de 63 x 46 cm y estilo neoclásico. Muestra un busto de tamaño natural en posición de tres cuartos hacia la izquierda sobre un fondo oscuro. La modelo mira al espectador con las mejillas sonrosadas y una discreta sonrisa realzando así su sensual belleza. Viste un traje de textura aterciopelada con talle estilo Imperio de color verde oscuro, escote amplio y manga corta de encaje blanco. El pelo está recogido en un moño alto con tirabuzones, con una diadema dorada que está ornamentada con piedras verdes. Unos bucles de cabello caen sobre las sienes.

## Historia
La obra fue realizada en la provincia de Cádiz en torno a 1840. La autora legó a la Academia de Bellas Artes de Cádiz esta obra junto a tres más de sus cuadros: El nacimiento de Jesucristo, La casta Susana y Psiquis y Cupido. Un año después de la muerte de la autora, su sobrino donó Autorretrato al Museo de Cádiz, junto a una escena religiosa y otra mitológica.